# Ashkharbek Kalantar
Ashkharbek Kalantar (en armenio: Աշխարհբեկ Լոռիս-Մելիք Քալանթար; Ardvi, Armenia, 11 de febrero de 1884 – junio de 1942) fue un arqueólogo e historiador armenio. Desempeñó un rol fundamental en la fundación de la arqueología en su país. Nacido en las familias nobles de Loris-Melikov y Arghutians (del lado materno), obtuvo su título en la Universidad Estatal de San Petersburgo en 1911 bajo la tutela de Nikolái Marr. Fue nombrado miembro del Instituto Arqueológico, de Sociedad Arqueológica Imperial Rusa y guardián del Museo Asiático en San Petersburgo.Fue uno de los fundadores de la  Universidad Estatal de Ereván. Durante su vida, Kalantar escribió más de 80 artículos académicos.

## Primeros años
Ashkharbek Kalantar nació el 11 de febrero de 1884 en Ardvi, Armenia. Recibió su educación primaria en la Escuela Nersisian en Tiflis, graduándose en 1903. Continuó sus estudios en la Universidad Estatal de San Petersburgo con Nikolái Marr como su profesor. Finalizó sus estudios en 1911 para convertirse en miembro de la sociedad arqueológica de la Universidad.

## Ani
Desde 1907, siendo estudiante, Kalantar participó en las excavaciones arqueológicas de Nikolái Marr en la antigua capital medieval armenia de Ani. En 1914 Kalantar fue nombrado jefe de la 13° Campaña de Excavación Arqueológica de Ani. En 1918, organizó la evacuación de cerca de 6000 artículos desde el Museo Ani, los cuales actualmente permanecen en el Museo de Historia de Armenia en Ereván. Fue el último arqueólogo en describir monumentos, la mayoría en la región de Ani, las cuales fueron saqueadas o destruidas durante la década de 1920, por parte del ejército otomano.
En 2013 una expedición internacional repitió la expedición que Kalantar realizó entre agosto y septiembre de 1920 y comparó la situación actual, a menudo desesperada, de más de 10 monumentos de la región de Ani (Alaman, Arjo-Arij, Bagaran, Khtskonk, Mren, etc.).

## Antiguo sistema de riego e inscripciones urartianas
En la década de 1910, Kalantar estudió los antiguos monumentos en las regiones de Lorri y Surmali, la basílica en Zor, encabezó las excavaciones en el monasterio medieval Vanstan (Imirzek) en Armenia y reveló sus materiales epigráficos. En 1917, junto con Nicholas Adontz participó en la 2° expedición arqueológica de Van y estudió las inscripciones urartianas de la zona.
Desde 1920 hasta la década de 1930, reveló la existencia de un sistema de riego pre-urartiano que se extiende entre los montes Aragats y Geghama en Armenia, descubrió vishaps (monumentos de piedra) en la zona, y estudió las figuras talladas en piedra y también publicó artículos relacionados con las inscripciones urartianas descubiertas en Armenia.

## Fundador de la Universidad Estatal de Ereván y de la Comisión de Monumentos Antiguos
Entre 1918 y 1919, fue académico de la Universidad de Transcaucasia en Tiflis, en 1919, siendo uno de los 7 miembros fundadores de la Universidad Estatal de Ereván, y siendo él, el creador de la Cátedra de Arqueología y Estudios Orientales.
Junto con el arquitecto Alexander Tamanian y el pintor Martiros Sarian, fue uno de los fundadores de la Comisión de Monumentos Antiguos en Armenia. Durante el período 1920-1938, organizó cerca de 30 expediciones en toda Armenia.
En 1931 Kalantar dirigió las excavaciones en la Antigua Vagharshapat. En la década de 1930, junto con Alexander Tamanian actuaron para salvar las dos iglesias de la basílica, Katoghiké y Poghos-Petros en Ereván (ambos fueron finalmente fueron destruidos por el régimen soviético de Stalin).
En 1935, Kalantar fue nombrado miembro de la rama del Consejo de Armenia de la Academia Soviética de Ciencias.

## Publicaciones
Kalantar escribió más de 80 artículos académicos. Las traducciones de sus artículos selectos al inglés fueron publicados bajo 3 v. entre 1994, 1999 y 2004 por Recherches et Publications, París-Neuchâtel, y en 2007 en Ereván, Armenia.
La American Journal of Archaeology (AJA 100, 638, 1996), tras revisar el volumen de Kalantar escribe:
"Mientras se le atribuye a Lehmann-Haupt y Marr por sus investigaciones sobre la historia y prehistoria del este de Anatolia y del
sur de Transcaucasia, esta compilación selecta* de escrituras y fotografías de Ashkharbek Kalantar (1884-1942) hace un caso persuasivo de que fue él, quién profundizó el campo de la arqueología en las montañas de Armenia."
"La vida y obra de Kalantar proporciona un testimonio de la perdurable importancia de las montañas armenias en la historia y prehistoria..."

## Víctima de la Gran Purga
El 19 de marzo de 1938 Kalantar fue arrestado por el régimen soviético, junto con otros profesores, como un ‘enemigo de la nación' (el juicio de los profesores); la fecha y lugar exacto de su muerte en Rusia aun es desconocida.

## Legado
El busto de Ashkharbek Kalantar fue inaugurado en febrero de 2015, en la sala principal de la Universidad Estatal de Ereván.
Edik Minasyan, Decano de la Facultad de Historia de aquella universidad, dijo de Kalantar:

"Siendo un científico brillante, también fue un destacado patriota. Fue un soldado de Andranik, e incluso durante su juicio, el cual indicaba claramente una sentencia de muerte, no se retractó de sus dichos, convirtiéndose en una víctima de la violencia, y siendo absuelto póstumamente en 1955 "
Edik Manasyan, Decano de la Facultad de Historia de la Universidad Estatal de Ereván.

## Últimas Publicaciones
- Ashkharbek Kalantar, Armenia: Desde la Edad de Piedra hasta la Edad Media, Civilizaciones du Proche Orient, Se´rie 1, v. 2, Recherches et Publications, Neuchâtel, París, 1994; ISBN 978-2-940032-01-3
- Ashkharbek Kalantar, Las Inscripciones Medievales de Vanstan, Armenia, Civilizaciones du Proche-Orient: Serie 2 - Philologie, v. 2, Recherches et Publications, Neuchâtel, París, 1999; ISBN 978-2-940032-11-3
- Ashkharbek Kalantar, Materiales sobre la Historia de Armenia y Urartiana (con una contribución por Mirjo Salvini), Civilizaciones du Proche-Orient: Serie 4 - Hors Série, Neuchâtel, París, 2004; ISBN 978-2-940032-14-3

## Desde los documentos de Kalantar

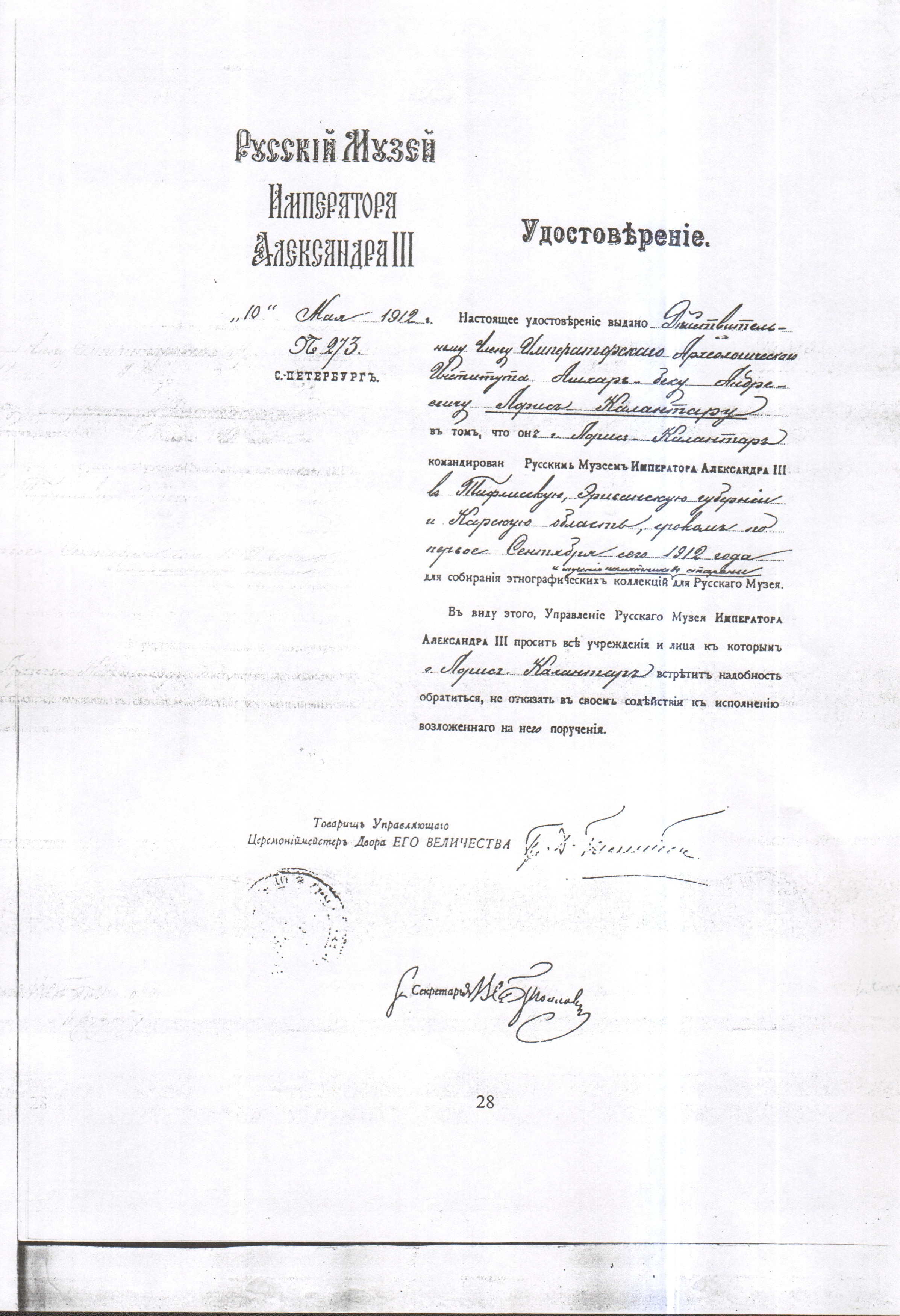
Del Museo Ruso del Emperador Alejandro III, San Petersburgo, 1912.
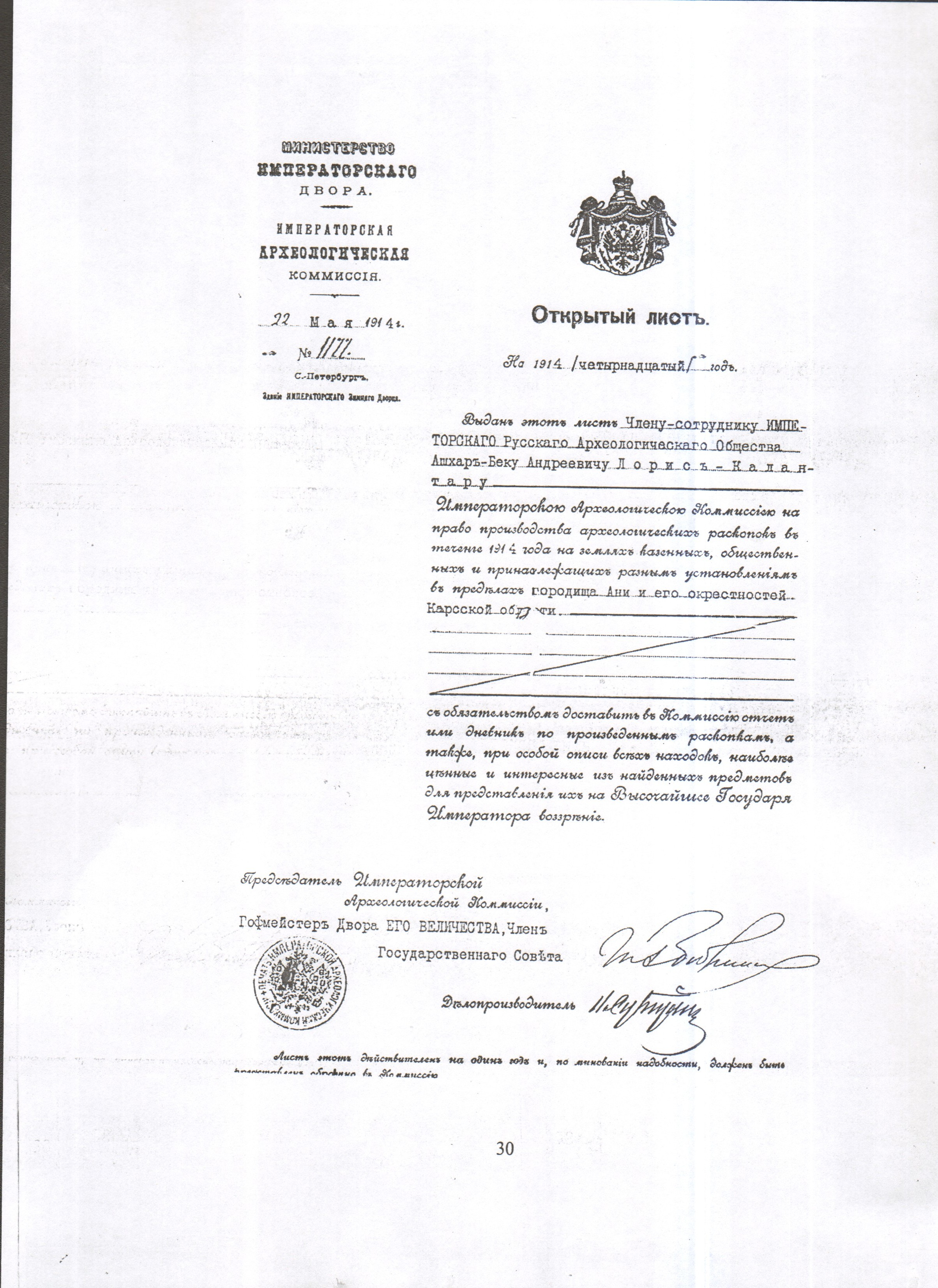
Lista Abierta del Ministerio Imperial, San Petersburgo, sobre las excavaciones de Ani realizadas por Kalantar, 1914.
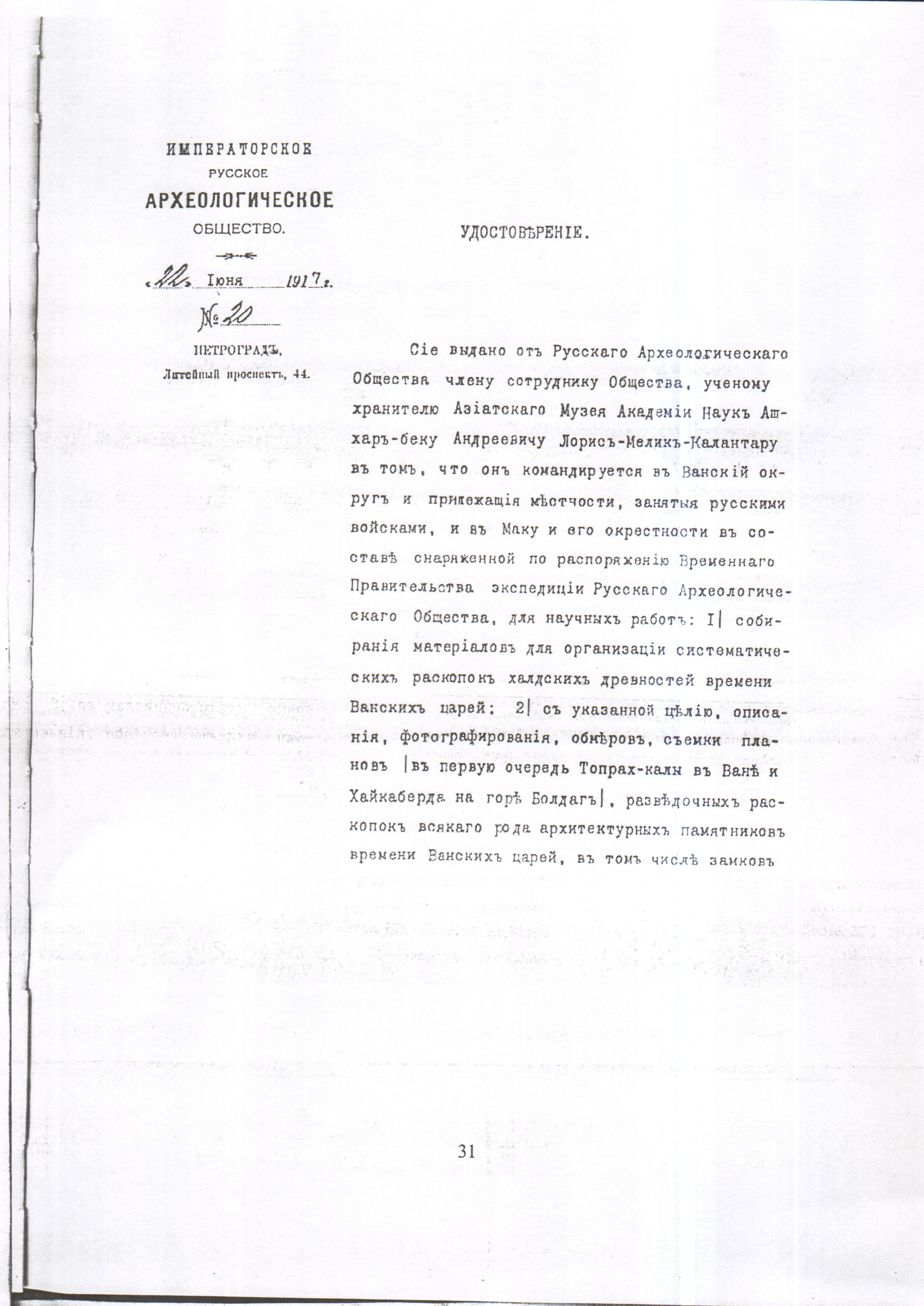
De la Sociedad Arqueológica Imperial, San Petersburgo, con respecto a la expedición hacia Van, 1917.
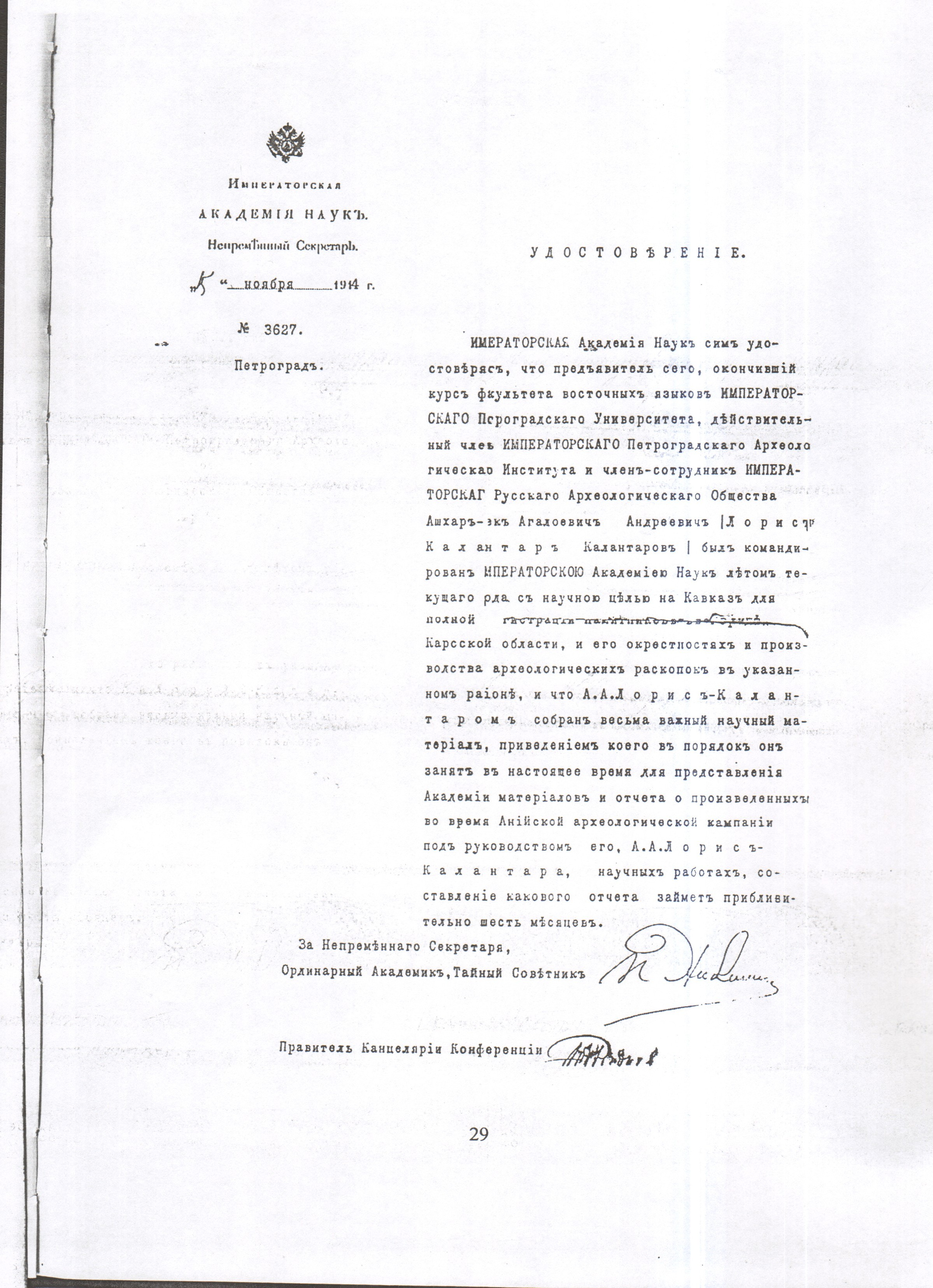
De la Academia Imperial de Ciencias, en las excavaciones de la antigua Ani, 1914.
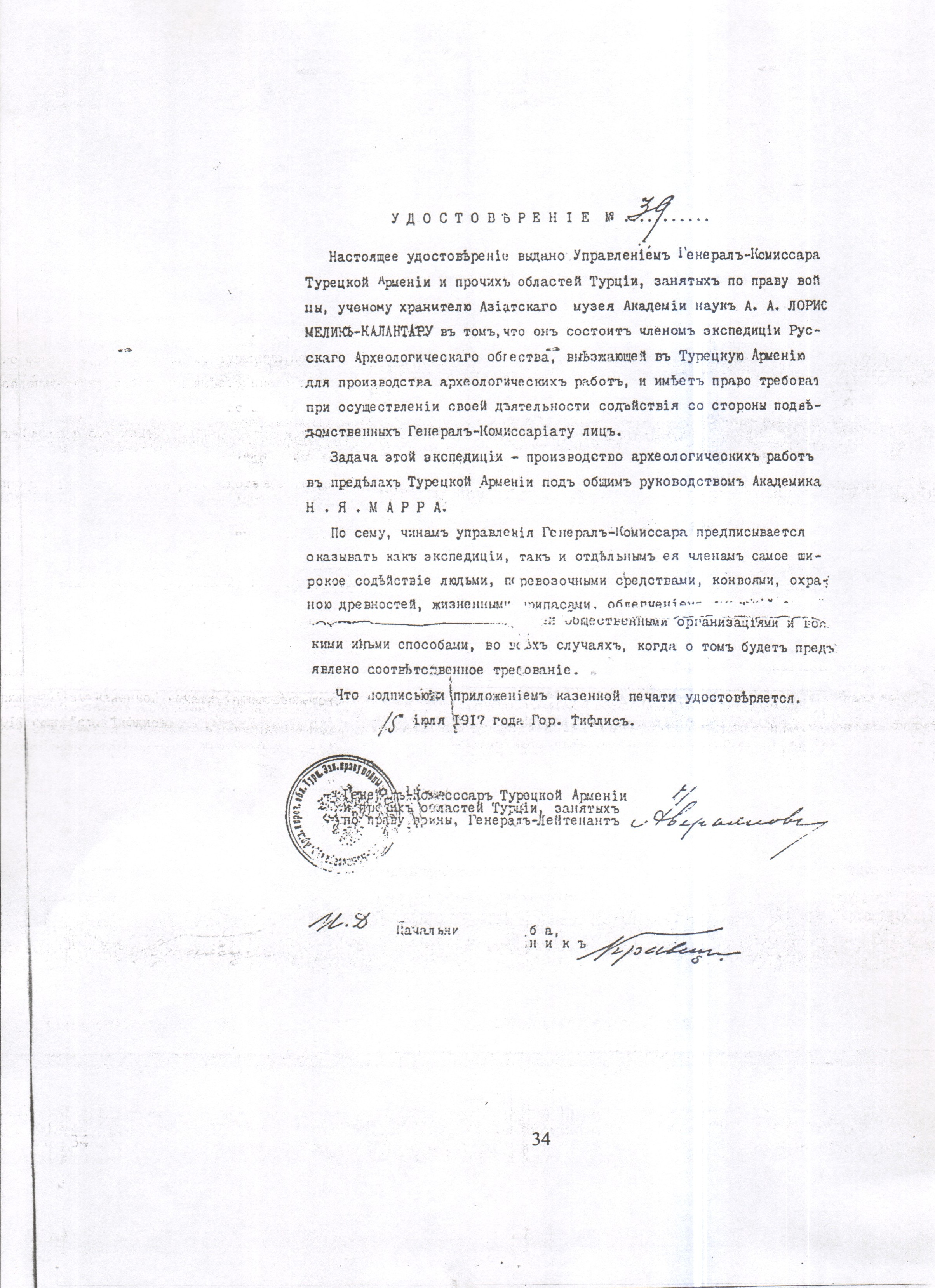
Del Comisario General de la Armenia otomana, con respecto a la expedición hacia Van, 1917.